# Моделл Басс-Вестон
Моделл Басс-Вестон (англ. Maudelle Bass Weston, 1908 — 11 червня 1989), професійно відома як просто Моделл, — американська танцюристка, модель і видатна культурна постать мистецької спільноти Лос-Анджелеса 20 століття.

## Раннє життя і родина
Басс-Вестон народилася в окрузі Ерлі, штат Джорджія, у сім'ї афроамериканки з Джорджії Елізабет «Ліззі» (уроджена Холмс) і Брутуса Басса з Південної Кароліни. Родом Брутус походив з Вест-Індії, тож на стиль танцю Моделл вплинули її карибські корені. Вона була наймолодшою з 10 дітей, обоє батьків займалися фермерством.

## Кар'єра
У 20-х роках підлітка гастролювала в Мексиці, де її помітив художник Дієго Рівера, який, вважається, захопився її красою. Рівера звернувся до американського консульства, щоб їх представили, і почав працювати з нею як моделлю для своїх портретів.
Три роки Басс гастролювала Центральною та Південною Америкою разом із гуртом Folklórico. На її танцювальний репертуар вплинули танці з Африки, Єгипту, Африки, Куби, Бразилії та Америки. Після свого виступу у знаменитому Паласіо де Беллас Артес в Мехіко вона стала улюбленицею преси. Журнал Hoy писав: «Моделл — це жриця танців. Вона володіє певним духовним містицизмом», а в журналі Últimas Noticias зазначили: «Вона розповідає історію танцю із захопленням і пристрастю».
Басс-Вестон переїхала до Лос-Анджелеса приблизно в 1933 р., де вступила на навчання до музичної консерваторії Джона Грея в Лос-Анджелесі і на уроки балету до Ізобель Кіт Моррісон. Вона була першою афроамериканкою, яка навчалася у сучасного хореографа Лестера Гортона. У Лос-Анджелесі вона зарекомендувала себе як знана студійна модель модель серед шкіл мистецтв та таких художників, як Рівера, Йохан Хагемаєр та Едвард Вестон.
Вона продовжувала гастролювати упродовж багатьох років і була відомою своїми виступами на всю країну. Відома танцівниця Ла Мері, фахівчиня з етнічних танців, сказала: «Моделл — артистка рідкісної та зворушливої щирості. Її вираз надихає усіх митців».
Басс-Вестон також стала образом скульптури «Моделл» афроамериканської скульпторки Бюли Вудард.

## Смерть
Басс-Вестон померла у віці 81 року в Регіональному медичному центрі Муленберга в Плейнфілді, штат Нью-Джерсі.